# Ivana Fred
Ivana Fred (ou Ivana C. Fred Millán) est une militante trans portoricaine. Elle est parmi les premières à modifier son genre à l’état civil en 2018, apparait dans le film Mala Mala et est engagée contre les politiques menaçant les droits des personnes trans.

## Biographie
Elle milite depuis 1999 dans le cadre de projets en faveur des personnes trans, pour « pouvoir éduquer les populations victimes de discrimination, socialement défavorisées, et leur donner du pouvoir ». Ivana Fred fait partie des onze premières personnes de Porto Rico ayant pu obtenir le changement de leur genre à l'état civil, le 17 juillet 2018, dès le lendemain de l'ouverture de cette possibilité légale dans l'île,. Ivana Fred apparaît dans le film Mala Mala réalisé en 2014, où elle joue son propre rôle,. En 2025, avec d'autres activistes, elle appelle « à l'unité et à la résistance » face aux politiques de l'administration Trump qui menacent les droits des personnes trans.